# Легенда о Тарзану (ТВ серија)
Легенда о Тарзану (енгл. The Legend of Tarzan) је америчка анимирана телевизијска серија чији је издавач Disney Television Animation базирана на Тарзану из романа које је написао Едгар Рајс Бароуз, који је првобитни аутор лика и појављује се у једној епизоди серије, такође је базирана на филму Тарзан од Walt Disney Pictures. Емитована је од 3. септембра 2001. до 5. фебруара 2003. године на мрежи UPN. Серија се наставља где је филм из 1999. године стао, с тим да се насловни лик прилагођава његовој новој улози вође породице горила након Керчакове смрти, а Џејн (за коју се он оженио) прилагођава се животу у џунгли. Џејн је отац, професор Архимед Портер; Тантор, гермофобни црвени слон; Кала, женска горила која је усвојила Тарзана и Терк, мудра, женска горила и Тарзанова рођака.
У Србији се серија емитовала 2006. године на каналу РТС 1, а касније и на каналу Ултра, синхронизована на српски језик. Синхронизацију је радио студио Loudworks, а дистрибуцију Luxor Co.

## Улоге
| Улога               | Глас           |
| ------------------- | -------------- |
| Тарзан              | Мајкл Т. Вајс  |
| Тантор              | Џим Камингс    |
| Терк                | Ејприл Винчел  |
| Џејн                | Оливија Д'Або  |
| Канал               | Сузан Блексли  |
| Архимед Портер      | Џеф Бенет      |
| Семјуел Ти Филандер | Крег Фергусон  |
| Џабари              | Тејлор Демпси  |
| Џамила              |                |
| Ренар Димон         | Рене Обержонуа |
| докторка Дојл       | Шина Истон     |